# Chef (filme)
Chef (bra: Chef; prt: O Chef) é um filme de comédia dramática americano de 2014 dirigido e escrito por Jon Favreau. Estrelado por Sofía Vergara, John Leguizamo, Scarlett Johansson, Oliver Platt, Bobby Cannavale, Dustin Hoffman e Robert Downey Jr., estreou no South by Southwest em 7 de março de 2014, e foi lançado de forma limitada nos Estados Unidos em 9 de maio de 2014, em Portugal, em 29 de maio de 2014, e no Brasil, em 14 de agosto de 2014.

## Sinopse
Um chef badalado de Los Angeles encara obstáculos com o proprietário do local por querer inovar na lista de refeições ao invés de preparar as mais pedidas pelos clientes. Um renomado crítico gastronômico vai ao restaurante a fim de escrever uma resenha muito negativa, baseada justamente no fato de a lista ser pouco produtiva. Com raiva, o chef fica satisfeito com o crítico e acaba sendo destituído. Consequentemente, a briga viraliza na internet. A ex-esposa do chef o ajuda a reiniciar a vida comandando uma barraca de comida.

## Elenco
- Jon Favreau como Carl Casper
- Sofía Vergara como Inez
- Emjay Anthony como Percy
- John Leguizamo como Martin
- Scarlett Johansson como Molly
- Oliver Platt como Ramsey Michel
- Bobby Cannavale como Tony
- Amy Sedaris como Jen
- Dustin Hoffman como Riva
- Robert Downey, Jr. como Marvin

## Recepção

### Bilheteria
O filme foi lançado nos cinemas em 9 de maio de 2014, começando com lançamento limitado em seis cinemas e expandindo-se ao longo de maio e junho para um pico de 1.298 cinemas. Seu valor bruto total nos Estados Unidos em 2 de novembro de 2014 é de US$ 31,4 milhões.
Fora dos Estados Unidos, Chef teve melhor desempenho na Austrália (arrecadando US$ 2,8 milhões), Reino Unido e Espanha (US$ 2,6 milhões em cada país) e México (arrecadando pouco mais de US$ 1 milhão). Em Portugal, o filme arrecadou US$ 148.885, e no Brasil, US$ 826.652. No total, Chef arrecadou US$ 17 milhões fora dos Estados Unidos.

### Resposta da crítica
No site agregador de críticas Rotten Tomatoes, 87% das 190 resenhas dos críticos são positivas, com uma classificação média de 6,8/10. O consenso do site diz: "O elenco charmoso e o roteiro engraçado e afiado de Chef adicionam tempero suficiente para tornar esta comédia alegre um deleite saboroso, embora familiar." O Metacritic, que usa uma média ponderada, atribuiu ao filme uma pontuação de 68 em 100, baseado em 36 críticos, indicando críticas "geralmente favoráveis".